# 용불용설

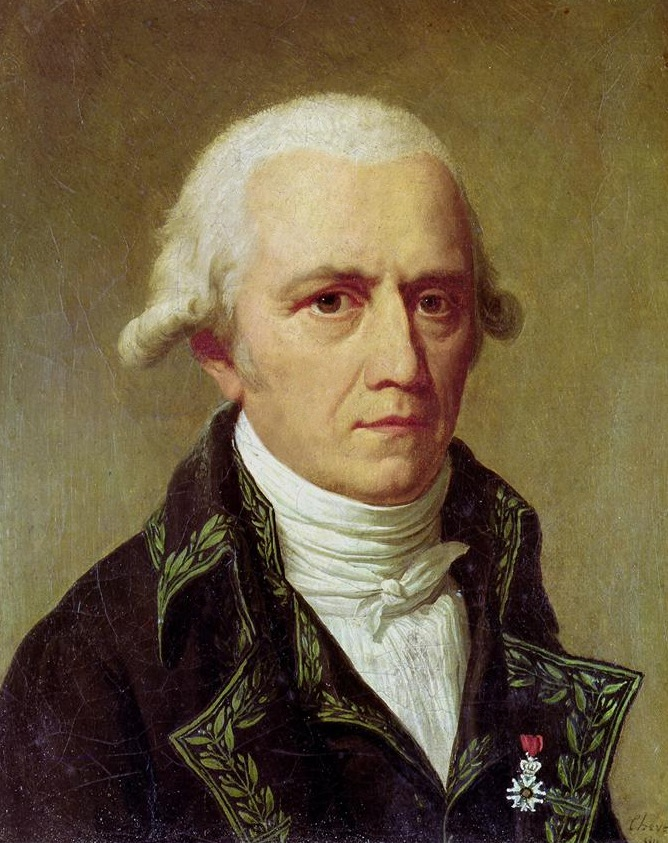

용불용설(用不用說, 영어: Lamarckism, Lamarckian inheritance, theory of use and disuse)은 장바티스트 라마르크가 제안한 진화생물학 이론이다. 생물이 살아있는 동안 환경에 적응한 결과로 획득한 형질(획득 형질)이 다음 세대에 유전되어 진화가 일어난다는 주장이다. 획득 형질은 유전되지 않음이 밝혀져 현대 진화 이론에서 받아들여지지 않는다. 그러나 일부 식물의 메틸화된 유전자가 그대로 유전되는 것이 후성유전학을 통해 확인되면서 재조명받고있다.

## 역사
에라스무스 다윈은 1794년에서 1796년에 걸쳐 집필한 《동물학》에서 "모든 온혈 동물은 자신의 일부를 변형하는 힘을 갖고 있고, 이렇게 개량된 형질은 자손에게 이어진다"라고 기록하였다. 라마르크는 1809년 저서 《철학적 동물학》에서 에라스무스 다윈의 학설을 이어받아 "동물들은 일생동안 자신의 필요에 의해 특정 형질을 발달시키며 이를 자손에게 물려준다" 고 기록하였다.
라마르크는 에티엔 조프루아 생틸레르등과 함께 프랑스 변형론 학파(프랑스어: Transformationism)를 창립하였다. 영국 에든버러의 급진적 비교동물학자인 해부학자 로버트 에드먼드 그런트 등은 라마르크의 학설을 받아들였다. 그런트는 후일 찰스 다윈에게 라마르크의 학설을 연구해 볼 것을 권했다.
찰스 다윈은 《종의 기원》에서 자연선택을 진화의 주요 원인으로 발표하였으나 진화가 일어나는 유전적인 원인에 대해서는 라마르크의 용불용설 이상을 제시할 수 없었다.
20세기에 들어 멘델의 유전법칙이 재발견된 후 급속히 발전한 유전학에 의해 유전자의 역할이 밝혀지면서 라마르크의 용불용설은 오류로 판명났다. 현대 진화 이론은 생물 집단 내에 존재하는 개체차를 대립형질의 발현으로 파악하며, 자연선택에 의해 대립형질 발현빈도가 변화하는 것을 진화의 원인으로 파악한다.

## 라마르크주의와 유사한 기전
유전학과 후성유전학, 체세포 과돌연변이분야의 일부 연구 결과는 획득 형질 역시 유전될 수 있음을 시사한다. 이에 따른 설명 가능한 라마르크주의와 유사한 기전으로는 세대간 후성유전학적 유전(영어: transgenerational epigenetic inheritance), 체세포 과돌연변이(영어: somatic hypermutation) 및 역전사, 홀로게놈 이론(영어: hologenome theory), 볼드윈 효과(영어: baldwin effect) 등이 있다.

## 심리학에서의 차용
스위스의 정신의학자 카를 구스타프 융은 라마르크 주의의 획득형질론을 연구, 인용하면서 자신의 이론을 완성하는데 활용했다.